# Брестгазоаппарат
СП ОАО «Брестгазоаппарат» — белорусское предприятие, производитель бытовых кухонных плит. Под торговой маркой Gefest производит газовые, газоэлектрические и электрические кухонные плиты.

## История
Предприятие было основано в 1951 году как Брестский ремонтно-механический завод. В 1960 году был перепрофилирован на выпуск газовой аппаратуры. В 1972—1977 годах была проведена коренная реконструкция предприятия. Производственное оборудование французской фирмы Creusot-Loire, установленное на предприятии, позволило производить 500 тысяч газовых плит в год. Завод являлся одним из ведущих предприятий в СССР по производству бытовой газовой аппаратуры, выпустив уже в 1975 году трехмиллионную газовую плиту.
В 1994 году было проведено акционирование завода и создано совместное белорусско-российское предприятие СП ОАО «Брестгазоаппарат». Продукция предприятия получила торговую марку «Gefest». Контрольным пакетом акций (51 %) владеет ПАО «Газпром», 29,9 % принадлежит белорусскому правительству, остальные — физическим лицам.
Основной продукцией являются газовые плиты для бытового использования, встраиваемые духовки, варочные панели и воздухоочистители.

## Современность
СП ОАО «Брестгазоаппарат» является главным предприятием холдинга, куда входят также унитарные предприятия «Гефест-Техника» и «Гефест-Кварц». На предприятиях холдинга работают 4,5 тысячи человек.
Экспорт составляет 80 % доходов предприятия. Кухонная техника Gefest занимает 46 % рынка газовых плит в России, экспортируется и в другие страны — бывшие республики СССР.